# Episodi di All Saints (decima stagione)
La decima stagione della serie televisiva All Saints è stata trasmessa in anteprima in Australia da Seven Network tra il 13 febbraio 2007 e il 20 novembre 2007.
| nº | Titolo originale          | Titolo italiano | Prima TV Australia | Prima TV Italia |
| -- | ------------------------- | --------------- | ------------------ | --------------- |
| 1  | Family Matters            |                 | 13 febbraio 2007   |                 |
| 2  | The Hardest Word          |                 | 20 febbraio 2007   |                 |
| 3  | Thresholds                |                 | 27 febbraio 2007   |                 |
| 4  | Smoke and Mirrors         |                 | 6 marzo 2007       |                 |
| 5  | The Hearts of Men         |                 | 13 marzo 2007      |                 |
| 6  | A Fresh Start             |                 | 20 marzo 2007      |                 |
| 7  | Back on Track             |                 | 27 marzo 2007      |                 |
| 8  | What Lies Beneath         |                 | 3 aprile 2007      |                 |
| 9  | The Blink of an Eye       |                 | 10 aprile 2007     |                 |
| 10 | Life's Little Miracles    |                 | 17 aprile 2007     |                 |
| 11 | Life Interrupted          |                 | 24 aprile 2007     |                 |
| 12 | Choices of the Heart      |                 | 8 maggio 2007      |                 |
| 13 | Balancing Act             |                 | 15 maggio 2007     |                 |
| 14 | Timing                    |                 | 22 maggio 2007     |                 |
| 15 | Some Kinds of Love        |                 | 29 maggio 2007     |                 |
| 16 | End Game                  |                 | 5 giugno 2007      |                 |
| 17 | The Trust Game            |                 | 12 giugno 2007     |                 |
| 18 | Precious Moments          |                 | 19 giugno 2007     |                 |
| 19 | The Pain of It All        |                 | 26 giugno 2007     |                 |
| 20 | Crossroads                |                 | 3 luglio 2007      |                 |
| 21 | Bodies in Motion          |                 | 10 luglio 2007     |                 |
| 22 | One Moment in Time        |                 | 17 luglio 2007     |                 |
| 23 | Bad Blood                 |                 | 24 luglio 2007     |                 |
| 24 | Push Me, Pull Me          |                 | 24 luglio 2007     |                 |
| 25 | Pressure Point            |                 | 31 luglio 2007     |                 |
| 26 | Under the Skin            |                 | 7 agosto 2007      |                 |
| 27 | Mixed Blessings           |                 | 14 agosto 2007     |                 |
| 28 | Nowhere to Hide           |                 | 21 agosto 2007     |                 |
| 29 | Persona Non Grata         |                 | 28 agosto 2007     |                 |
| 30 | Running on Impulse        |                 | 4 settembre 2007   |                 |
| 31 | Reality Check             |                 | 11 settembre 2007  |                 |
| 32 | If Only...                |                 | 18 settembre 2007  |                 |
| 33 | Lost & Found              |                 | 25 settembre 2007  |                 |
| 34 | No Stranger               |                 | 2 ottobre 2007     |                 |
| 35 | Throw Your Arms Around Me |                 | 9 ottobre 2007     |                 |
| 36 | Open Hearts               |                 | 16 ottobre 2007    |                 |
| 37 | True Confessions          |                 | 23 ottobre 2007    |                 |
| 38 | Precious Time             |                 | 30 ottobre 2007    |                 |
| 39 | Cutting Free              |                 | 6 novembre 2007    |                 |
| 40 | Thin Ice                  |                 | 13 novembre 2007   |                 |
| 41 | Against the Wall (Part 1) |                 | 20 novembre 2007   |                 |